# Andrzej Tadeusz Rosner
Andrzej Tadeusz Rosner (ur. 29 marca 1945 w Krakowie) – profesor ekonomii, specjalista w zakresie demografii społeczno-ekonomicznej.

## Życiorys i kariera zawodowa
Pochodzi z rodziny mieszczańskiej o głębokich tradycjach naukowych. Syn Krystyny Świętopełk-Słupskiej i Tadeusza Rosnera. Urodził się w Krakowie, gdzie jego rodzice znaleźli się po upadku Powstania warszawskiego. Od 1949 roku (z roczną przerwą) mieszka w Warszawie, gdzie ukończył szkołę średnią i studia na Wydziale Filozoficznym UW (po zmianie nazwy Wydziale Nauk Społecznych) w 1968 roku. Pracę magisterską obronił w Katedrze Logiki, promotorem była prof. Janina Kotarbińska. W czasie studiów podejmował prace związane z badaniami w Ośrodku Badań Opinii Publicznej przy Polskim Radiu (przy pilotażach narzędzi badawczych) oraz w Instytucie Ekonomiki Rolnej (przy przygotowywaniu i realizacji badań terenowych z pogranicza socjologii i ekonomii).
Od listopada 1968 roku do 15 lipca 1978 roku pracował w Instytucie Ekonomiki Rolnej, przez większość czasu w Zakładzie Społeczno-Gospodarczej Struktury Wsi na stanowisku stażysty, asystenta i starszego asystenta. Od 16 lipca 1978 Pracuje w Instytucie Rozwoju Wsi i Rolnictwa Polskiej Akademii Nauk kolejno na stanowiskach adiunkta, docenta, profesora nadzwyczajnego i profesora zwyczajnego. W okresie 1997–2008 pełnił funkcję zastępcy dyrektora ds. naukowych, a w latach 2008–2012 dyrektora Instytutu. W latach 1999–2005 dodatkowo pracował na stanowisku profesora w Wyższej Szkole Biznesu i Przedsiębiorczości w Ostrowcu Świętokrzyskim, a w latach 2006–2013 na Politechnice Opolskiej.
Tytuł doktora nauk ekonomicznych uzyskał w 1978 roku na podstawie pracy pt. Odpływ ludności ze wsi i z rolnictwa. Przewód doktorski prowadził Instytut Ekonomiki Rolnej. W roku 1992 uzyskał tytuł dr habilitowanego na podstawie dorobku oraz pracy pt. Migracje wieś – miasto a przepływy między typami gospodarstw domowych ludności wiejskiej. Przewód habilitacyjny prowadziła Wyższa Szkoła Handlowa w Warszawie. W roku 1999 prezydent RP wręczył mu nominację na profesora nauk ekonomicznych.
Był członkiem Rady do Spraw Wsi przy Prezydencie RP (kadencja Lecha Wałęsy), Państwowej Rady Gospodarki Przestrzennej przy prezesie CUP, jako ekspert współpracował między innymi z Bankiem Światowym, OECD, Senatem RP.

## Dorobek naukowy
Na dorobek naukowy prof. A. Rosnera składa się ponad 200 publikacji oraz szereg opracowań i raportów nie przeznaczonych do publikacji.Tematyka zainteresowań prof. A. Rosnera ewoluowała, skupiała się wokół kilku zagadnień przy czym za każdym razem duża waga przywiązywana jest przez autora do kwestii precyzji i poprawności metodologicznej (co ma związek z jego kierunkiem studiów uniwersyteckich). W pierwszym okresie pracy naukowej interesowały go przede wszystkim problemy migracji wewnętrznych w przekroju wieś-miasto, zmienności ich natężenia oraz kwestie selekcyjności. W pracach powstałych w następnym okresie skupił się w większym stopniu na wpływie selekcyjności migracji na struktury demograficzne populacji w środowisku odpływu i napływu. W roku 1995 ukazał się „Atlas demograficzny i społeczno-zawodowy obszarów wiejskich w Polsce” pod red. I. Frenkla i A Rosnera. Była to publikacja nowatorska nie tylko na krajowym rynku, wykorzystująca technikę komputerową przetwarzania danych statystycznych i tworzenia na ich podstawie plików graficznych – map. Atlas był rezultatem współpracy z prof. Paolem Santacroce i dr Annalizą Conte z Uniwersytetu w Wenecji. Publikacja zawiera rozdział proponujący typologie obszarów wiejskich w Polsce z różnych punktów widzenia związanych z kwestiami struktur demograficznych. W późniejszych pracach analizował zróżnicowanie przestrzenne obszarów wiejskich pod względem demograficznym oraz poziomu i struktury rozwoju społeczno-gospodarczego.

## Ważniejsze publikacje
- Izasław Frenkel, Andrzej Rosner (red.) (1995). Atlas Demograficzny i Społeczno-Zawodowy Obszarów Wiejskich w Polsce. Warszawa: Instytut Rozwoju Wsi i Rolnictwa PAN, Polskie Towarzystwo Demograficzne. ISBN 83-901912-2-9.
- Andrzej Rosner (1991). Migracje wieś-miasto a przepływy między typami gospodarstw domowych ludności wiejskiej. Warszawa Instytut Rozwoju Wsi i Rolnictwa PAN
- Andrzej Rosner (red.) (2007). Zróżnicowanie poziomu rozwoju społeczno-gospodarczego obszarów wiejskich a zróżnicowanie dynamiki przemian. Warszawa: Instytut Rozwoju Wsi i Rolnictwa PAN.
- Andrzej Rosner (2012). Zmiany rozkładu przestrzennego zaludnienia obszarów wiejskich. Wiejskie obszary zmniejszające zaludnienie i koncentrujące ludność wiejską. Warszawa: Instytut Rozwoju Wsi i Rolnictwa PAN.
- Andrzej Rosner (red.) (2002). Wiejskie obszary kumulacji barier rozwojowych. Warszawa Instytut Rozwoju Wsi i Rolnictwa PAN.
- Andrzej Rosner (red.) (1993). Rolnicy’92 Rolnicy wobec zmian systemowych. Warszawa CBOS.
- Andrzej Rosner (red.) (1999). Typologia wiejskich obszarów problemowych. Warszawa Instytut Rozwoju Wsi i Rolnictwa PAN.
- Marek Kłodziński, Andrzej Rosner (red.) (1996). Przeobrażenia społeczno-ekonomiczne obszarów wiejskich pogranicza zachodniego. Warszawa: Instytut Rozwoju Wsi i Rolnictwa PAN.
- Lena Kolarska-Bobińska, Andrzej Rosner, Jerzy Wilkin (red.). Przyszłość wsi polskiej. Wizje, strategie, koncepcje. Warszawa, Instytut Spraw Publicznych.
- Andrzej Rosner, Monika Stanny Monitoring rozwoju obszarów wiejskich. (Etap I 2014), (Etap II 2016), (etap III …) Warszawa, Fundacja Europejski Fundusz Rozwoju Wsi Polskiej i Instytut Rozwoju Wsi i Rolnictwa PAN